# Pavetta termitaria
Pavetta termitaria är en måreväxtart som beskrevs av Cornelis Eliza Bertus Bremekamp. Pavetta termitaria ingår i släktet Pavetta och familjen måreväxter. Inga underarter finns listade i Catalogue of Life.